# Kloostrimetsa

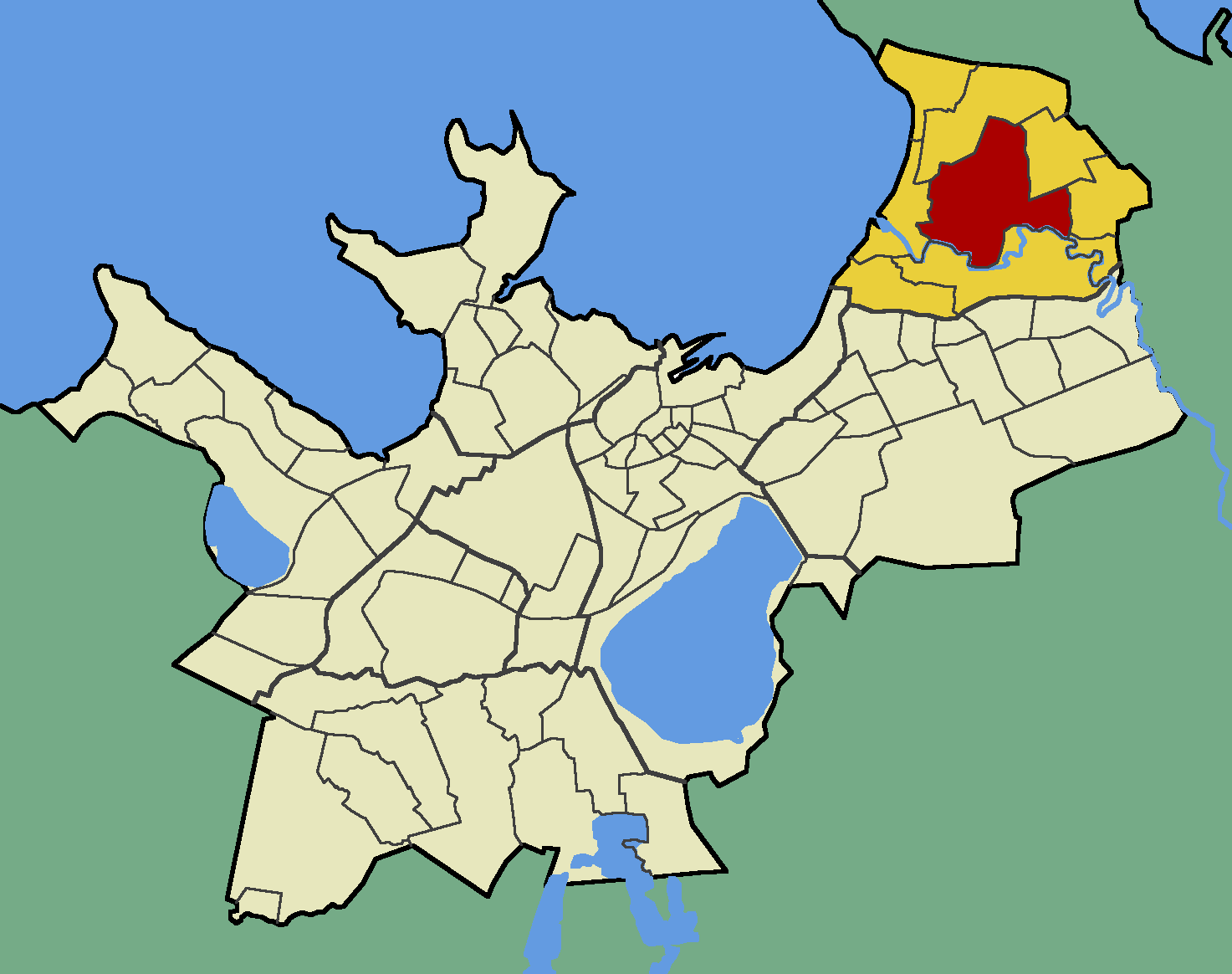
Lage von Kloostrimetsa (rot) im Tallinner Stadtteil Pirita (gelb)

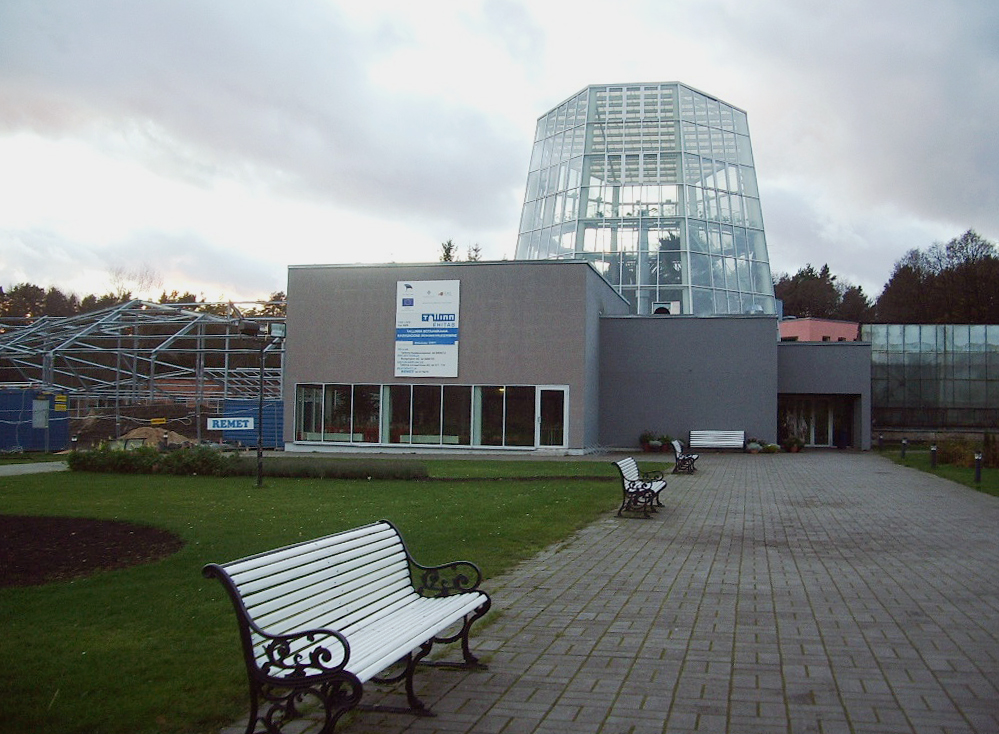
Hauptgebäude des Botanischen Gartens von Tallinn

Kloostrimetsa ist ein Stadtbezirk (estnisch asum) der estnischen Hauptstadt Tallinn. Der Bezirk liegt im Stadtteil Pirita.

## Bezirk
Kloostrimetsa (zu Deutsch „Klosterwald“) ist einer der am dünnsten besiedelten Stadtbezirke Tallinns. Er hat 81 Einwohner (Stand 1. Mai 2010). Kloostrimetsa liegt am Fluss Pirita (Pirita jõgi).
Der Name des Stadtbezirks bezieht sich auf das große Waldareal des einflussreichen Klosters Pirita (deutsch Sankt Birgitten). Das in der Nähe liegende Kloster des Birgittenordens wurde 1577 während des Livländischen Krieges zerstört. Die Ruinen sind heute noch zu besichtigen.
In Kloostrimetsa befinden sich der Botanische Garten Tallinns, der 314 m hohe Fernsehturm Tallinns sowie der Prominentenfriedhof Metsakalmistu („Waldfriedhof“).